# District départemental de football
Les districts départementaux de football sont des organes fédéraux dépendant de la Fédération française de football et des Ligues régionales de football, chargés d'organiser les compétitions de football au niveau départemental.
Les premiers districts sont créés au début des années 1920, à la suite de la fondation de la FFF. Il existe 90 districts depuis 2016, tous situés en métropole, la Corse et les DOM-TOM n'étant pas dotés de telles structures. Le nombre et le nom de ces Districts ont évolué à plusieurs reprises au cours du temps, principalement à la suite des réformes gouvernementales concernant les régions et départements avec l'idée de calquer le découpage des districts sur l'administration territoriale française. Il est à noter que cinq districts gèrent non pas un mais deux départements : les districts Gard-Lozère, Drôme-Ardèche, Alpes (Alpes-de-Haute-Provence et Hautes-Alpes), Alsace (Haut-Rhin et Bas-Rhin) et Doubs-Territoire de Belfort. A contrario, deux départements sont scindés en deux districts : le département du Pas-de-Calais est géré par les districts Artois et Côte d'Opale tandis que celui du Nord compte deux districts Escaut et Flandres. Le district Haute-Savoie-Pays-de-Gex gère quant à lui le département de la Haute-Savoie et le Pays de Gex, faisant partie du département de l'Ain. Aussi, le district Grand-Vaucluse comporte en plus du département du Vaucluse une partie du département des Bouches-du-Rhône.
Les districts organisent annuellement les compétitions masculines et féminines, séniors et jeunes, pour les clubs amateurs qui y sont rattachés. Depuis la saison 2017-2018, les districts adoptent tous la même structure d'organisation des championnats, avec des divisions qui se nomment Départemental 1, Départemental 2, Départemental 3, etc.
Les districts gèrent les derniers échelons du football français : il n'y a pas possibilité pour un club de descendre plus bas que le dernier niveau de district et tous les nouveaux clubs créés s'engagent au dernier niveau du district auquel ils appartiennent.

## Compétitions départementales
Les compétitions suivantes sont organisées par chaque District départemental. Le nombre de division départementale varie selon les différents départements. Les noms et les niveaux sont les mêmes pour les catégories de jeunes : U14, U15, U16, U17, U18, U19, U20. Certains districts n'organisent pas tous ces championnats départementaux.
Chaque district organise également une coupe départementale (coupe de la Loire, coupe de Corse.. etc).
Les compétitions organisées sont les suivantes :

### Championnats
- Départemental 1 (appelé District 1 ou simplement D1, est le plus haut niveau départemental)
- Départemental 2 (appelé District 2 ou simplement D2, second plus haut niveau de départemental)
- Départemental 3 (appelé District 3 ou simplement D3, troisième niveau départemental)
- Départemental 4 (appelé District 4 ou simplement D4, quatrième niveau départemental)
- Départemental 5 (Appelé District 5 ou simplement D5, cinquième niveau départemental)
- Départemental 6 (appelé District 6 ou simplement D6)
- Départemental 7 (appelé District 7 ou simplement D7)
- Départemental 8 (appelé District 8 ou simplement D8, seulement en Alsace)

### Coupes
- Coupe départementale
- Autres coupes : coupe Valeyre Lèger etc..

### Championnat de jeunes
- U14 : D1\D2\D3\D4\D5
- U15 : D1\D2\D3\D4
- U16 : D1\D2\D3\D4
- U17 : D1\D2\D3
- U18 : D1\D2\D3\D4
- U19 : D1\D2\D3
- U20 : D1\D2\D3

Les coupes départementales sont aussi mise en place dans les catégories de jeunes.

## Évolution au cours du temps
Le découpage géographique, le nombre et le nom des districts ont connu de nombreux changements depuis le début des années 1920.

### 1920-1933: les districts originels

Carte des Districts en 1933.

Alors que les principales ligues viennent de naître, certaines d'entre elles décident rapidement d'inclure au sein de leur organisation des districts permettant dans des régions fortement peuplées ou très étendues, d'avoir un organe fédéral plus proche des clubs. Ainsi 26 districts sont créés durant les quinze premières années d’existence des Ligues :
- La Ligue du Sud-Est en crée trois couvrant à chaque fois plusieurs départements.
- La Ligue d'Auvergne en crée quatre dans les principaux départements de la région.
- La Ligue du Lyonnais en crée six dont deux couvrent deux départements.
- La Ligue du Centre-Ouest en crée quatre dans les principaux départements de la région.
- La Ligue du Centre en crée trois couvrant à chaque fois plusieurs départements.
- La Ligue du Nord-Est en crée cinq dans les principaux départements de la région.
- Le district de l'Eure est créé au sein de la Ligue de Normandie.

Lors de la saison 1930-1931, rien que pour la partie nord de la France, au moins 32 districts sont en place : cinq dans la Ligue du Nord (Artois, Escaut, Maritime, Picardie et Terrien), trois dans celle de Normandie (Basse-Normandie, Haute-Normandie et Normandie-Centrale, plus trois sous-districts), quatre dans celle du Centre (Beauce, Berry, Orléanais et Touraine), sept pour la Ligue de l'Ouest (Anjou-Basse-Loire, Bretagne-Nord, Bretagne-Sud, Côte-d'Émeraude, Haute-Bretagne, Maine-et-Orne et Redon-Saint-Nazaire), six dans la Ligue du Nord-Est (Aisne, Ardennes, Aube, Haute-Marne, Marne et Oise) et enfin sept pour la Ligue de Bourgogne-Franche-Comté (Côte-d'Or, Doubs-Jura, Haute-Saône, Pays Minier, Pays de Montbéliard, Pays Saônois et Yonne).

### 1940-1950: les districts d'après-guerre

Carte des Districts en 1950.

Pendant et après la guerre, de nombreuses ligues décident de suivre l'exemple des premières et de nombreux districts voient le jour un peu partout en France :
- La Ligue de l'Ouest crée quatre districts, deux en Bretagne et deux en Pays-de-la-Loire.
- La Ligue du Nord crée le district Maritime à cheval sur les départements du Nord et du Pas-de-Calais.
- Au sein de la Ligue du Centre, deux districts sont divisés en deux, le district de Tours et le district du Berry.
- Au sein de la Ligue du Centre-Ouest, un nouveau district fait son apparition alors que le District de Dordogne est divisé en deux et qu'un de ces deux districts est rattaché à la Ligue du Sud-Ouest.
- La Ligue du Sud-Ouest crée deux districts dans le sud de la région.
- La Ligue du Midi crée trois districts dans les départements les plus éloignés du siège toulousain de la ligue.
- La Ligue Auvergne termine son maillage départemental avec la création de deux nouveaux districts.
- La Ligue du Lyonnais divise le district de la Savoie en deux et rattache une partie de l'Ain à la Haute-Savoie.

Au début des années 1950, la France compte 43 districts sur son territoire. Étrangement, cela représente moitié moins qu'à la fin de la guerre. En effet, lors de la saison 1946-1947, près de 80 districts sont en place sur le territoire continental : cinq dans la Ligue du Nord, six dans le Nord‑Est, trois en Normandie, six dans le Centre, neuf dans l'Ouest, neuf dans le Centre‑Ouest, dix dans le Sud‑Ouest, dix dans le Midi, cinq en Auvergne, huit dans le Lyonnais et sept dans le Sud‑Est. Il reste le cas de la Bourgogne‑Franche‑Comté qui comprend soit deux districts (Bourgogne et Franche-Comté) et sept sous-districts, soit deux territoires et sept districts.

### 1960-1970: une montée en puissance dans le Sud-Ouest

Carte des Districts en 1970.

Dans les années 1960, le Ministère de la Jeunesse et des Sports publie des directives afin de réorganiser plusieurs ligues. Ainsi, certaines frontières administratives sont modifiées et deux ligues sont créées. À cette occasion, plusieurs ligues, notamment dans le grand Sud-Ouest de la France, se structurent en créant de nouveaux districts départementaux :
- La toute nouvelle Ligue de Picardie crée le district de la Somme et récupère le district de l'Aisne de la Ligue du Nord-Est.
- La Ligue Atlantique fraîchement créée se décompose immédiatement en trois districts calqués sur les départements du territoire de la ligue.
- La Ligue du Sud-Ouest crée cinq nouveaux districts dont quatre rien que pour le département de la Gironde.
- La Ligue du Midi crée six nouveaux districts dont deux pour le département de la Haute-Garonne et deux issus de la division du district du Quercy-Rouergue.

Au début des années 1970, la France compte 58 districts sur son territoire.

### 1975-1982: La généralisation des districts

Carte des Districts en 1982.

Au début des années 1980, plusieurs ligues ont atteint un niveau de licenciés et de clubs trop importants, nécessitant la création d'organes fédéraux de taille plus adéquate. C'est durant cette période que se généralise la création des districts départementaux :
- La Ligue du Nord-Pas-de-Calais divise le district Maritime en deux.
- La Ligue de Picardie complète le maillage de son territoire avec la création du district de l'Oise.
- La Ligue de Normandie divise le département de la Seine-Maritime en trois districts.
- La toute nouvelle Ligue de Basse-Normandie crée trois districts calqués sur les départements composant son territoire.
- La Ligue de Bretagne crée trois nouveaux districts dont deux pour le Finistère.
- La Ligue du Centre-Ouest complète le maillage de son territoire avec la création des districts de la Creuse et de la Haute-Vienne.
- La Ligue d'Aquitaine récupère le district du Nord de la Dordogne et le fusionne avec celui faisant déjà partie de son territoire.
- La Ligue de Midi-Pyrénées complète le maillage de son territoire avec la création du district du Gers.
- La toute nouvelle Ligue du Languedoc-Roussillon complète le maillage de son territoire avec la création du district des Pyrénées-Orientales et divise le district du Languedoc en deux.
- La Ligue Méditerranée divise le district de Provence en trois et crée le district du Var.
- La Ligue de Franche-Comté crée trois districts au sein de son territoire.
- La Ligue de Bourgogne crée trois nouveaux districts et réactive le district de la Nièvre qui était en sommeil.
- La Ligue du Centre complète le maillage de son territoire avec la création du district du Loiret.
- La Ligue de Paris-Ile-de-France crée huit districts, dont deux pour la Seine-et-Marne. Trois districts se partagent les divers arrondissements de Paris.
- La Ligue de Lorraine crée six districts dont trois pour le seul département de Meurthe-et-Moselle.

Au début des années 1980, la France compte 97 districts sur son territoire.

### 2016: Les nouvelles régions et les fusions de districts

Carte des Districts en 2016.

En 2016, conséquence de la réforme territoriale des régions, le ministère de la Jeunesse et des Sports impose à la FFF de calquer les ligues et les districts sur les nouvelles régions et départements. Ainsi, de nombreuses ligues obligent plusieurs de leurs districts à fusionner.
- En Normandie, les districts « Maritime », « Fluvial » et « Vallées », fusionnent au sein du District de Seine-Maritime[3].
- En Île-de-France, les Districts « Seine-et-Marne Nord » et « Seine-et-Marne Sud », fusionnent au sein du District de Seine-et-Marne[4].
- En région Grand-Est, les Districts « Meurthe-et-Moselle Sud » et « Pays-Haut », fusionnent au sein du District de Meurthe-et-Moselle, alors que l'ancienne Ligue d'Alsace, devient le District d'Alsace au sein de la nouvelle Ligue[5].
- En Bourgogne-Franche-Comté, les Districts « Pays Minier » et « Pays Saônois », fusionnent au sein du District de Saône-et-Loire[6] et les Districts « Doubs-Sud Haut-Doubs » et « Belfort-Montbéliard », fusionnent au sein du District Doubs-Territoire-de-Belfort[7].
- En Bretagne, les Districts « Finistère Nord » et « Finistère Sud », fusionnent au sein du District du Finistère[8].
- En Nouvelle-Aquitaine, les Districts « Bordeaux », « Gironde-Est », « Sauternais-et-Graves » et « Gironde Atlantique », fusionnent au sein du District de Gironde[9].
- En Occitanie, les Districts « Comminges » et « Midi Toulousain », fusionnent au sein du District de Haute-Garonne[10].
- En Hauts-de-France, les Districts « Flandre » et « Maritime Nord », fusionnent au sein du District Flandres[11].

Certains de ces districts pouvaient être à cheval sur plusieurs départements : la réorganisation des districts entraîne ainsi le départ de clubs vers le district lié au département d’appartenance de la commune qui les accueille. Ainsi, le District du Comminges voit ses clubs ariégeois rejoindre le District de l'Ariège.
Début 2017, trois Ligues n'ont pas appliqué les consignes ministérielles :
- En région Hauts-de-France, les départements du Nord et du Pas-de-Calais sont toujours divisés en deux districts chacun, mais ces derniers ont reçu une dérogation de la part de la FFF leur permettant de conserver ces subdivisions[11].
- En Provence-Alpes-Côte d'Azur, les zones gérées par les districts « Rhône-Durance » et « Provence » ne sont pas conformes aux départements des Bouches-du-Rhône et du Vaucluse.
- En Auvergne-Rhône-Alpes, les zones gérées par les districts « Ain » et « Haute-Savoie-Pays de Gex » ne sont pas conformes aux départements de l'Ain et de Haute-Savoie[12].

## Particularités
Du fait de la faible concentration de clubs dans certains départements, cinq Districts couvrent les territoires de deux départements : le District des Alpes (Hautes-Alpes et Alpes-de-Haute-Provence), le District Gard-Lozère, le District Drôme-Ardèche, le District Doubs-Territoire de Belfort et le District d'Alsace (Haut-Rhin et Bas-Rhin).
Deux départements métropolitains, Haute-Corse et Corse-du-Sud, et l'ensemble des départements d'Outre-mer ne possèdent aucun district et sont gérés directement par leur Ligue régionale.
Jusqu'en 2021, le département de Paris ne possèdait pas son propre district, mais répartisait ses clubs au sein des districts voisins.

## Districts départementaux actuels
La France métropolitaine est divisée en treize ligues calquées sur les régions françaises, elles-mêmes divisées en 91 districts calqués sur les départements français.

### Ligue Auvergne-Rhône-Alpes de football
La Ligue Auvergne-Rhône-Alpes est divisé en 11 districts :

#### District de l'Ain (partie du département de l'Ain)
Ce district est fondé en 1921 sous le nom de District de l'Ain-Jura. Son territoire d'activité comprend alors la totalité du département de l'Ain ainsi que l'arrondissement de Saint-Claude dans le Jura. C'est au début des années 1940, lors de la création du district de Savoie et du départ des clubs jurassiens pour la Ligue de Franche-Comté, que le district change de nom et adopte sa taille actuelle.
Aujourd'hui, le district couvre la totalité du département de l'Ain, à l'exception des communes du Pays de Gex liées au district de Haute-Savoie-Pays de Gex. Son siège est situé au 26 rue du Loup à Viriat et il est présidé par Jean-François Jannet.

#### District de l'Allier (Allier)
Ce district est fondé en 1932 et couvre la totalité du département de l'Allier. Son siège est situé au 4 rue du Colombier à Cosne-d'Allier et il est présidé par Guy Poitevin.

#### District du Cantal (Cantal)
Ce district est fondé en 1927 et couvre la totalité du département du Cantal, ainsi que certaines communes limitrophes de départements voisins, par exemple les communes lozériennes du club Entente Nord Lozère. Son siège est situé au 196 avenue du Général-Leclerc à Aurillac et il est présidé par Thierry Charbonnel.

#### District de l'Isère (Isère)
Ce district est fondé le 6 juillet 1924 sous le nom de District du Dauphiné qui couvre alors la quasi-totalité du Dauphiné historique à l'exception de la Drôme et en intégrant également la partie nord des Alpes-de-Haute-Provence (Canton de Sisteron, Canton de Seyne et Canton de Barcelonnette).
Il faut attendre les années 1960 pour voir la Ligue de Méditerranée récupérer les clubs Haut-alpins au sein du district de Provence et ainsi le district du Dauphiné changer de nom pour devenir le District de l'Isère plus en adéquation avec son territoire géographique. Son siège est situé au 2 bis rue Pierre-de-Coubertin à Sassenage et il est présidé par Michel Muffat Joly.

#### District Drôme-Ardèche (DrômeetArdèche)
Si dans les premiers jours d'existence des Ligues régionales les clubs ardéchois et les clubs drômois avaient été rattachés respectivement aux district du Languedoc et au district du Dauphiné, il n'a pas fallu attendre longtemps pour voir naître le 7 juin 1925 le district Drôme-Ardèche.
Son territoire d'activité comprend les départements de la Drôme et de l'Ardèche, ainsi que les cantons du Péage-de-Roussillon et de Beaurepaire (exception faites de la commune de Beaurepaire) dans l'Isère, et des communes du département de la Loire riveraines du Rhône. Son siège est situé au 101 rue du 8-Mai-1945 à Guilherand-Granges et il est présidé par Jean-François Vallet.

#### District de la Loire (Loire)
Ce district est fondé le 29 mars 1920 et couvre un territoire s'étendant alors de la Haute-Loire, à l'exception de l'arrondissement de Brioude, à l'Arrondissement de Charolles en Saône-et-Loire, en passant par le département de la Loire.
Il faut attendre les années 1940 pour voir la Ligue d'Auvergne et la Ligue de Bourgogne récupérer respectivement les clubs de la Haute-Loire et de Saône-et-Loire, réduisant ainsi le territoire du district de la Loire au seul département du même nom. Son siège est situé au 2 rue de l'Artisanat à Saint-Priest-en-Jarez et il est présidé par Thierry Delolme.

#### District de Haute-Loire (Haute-Loire)
Lors de la création des Ligues d'Auvergne et du Lyonnais dans les années 1920, les clubs de Haute-Loire sont divisés entre les deux ligues. Les clubs faisant partie de l'arrondissement de Brioude sont affiliés au district du Puy-de-Dôme, alors que les autres clubs du département sont rattachés au district de la Loire.
Ce n'est qu'en 1940 qu'est fondé le district de Haute-Loire par le regroupement de tous les clubs du département au sein de la Ligue d’Auvergne plus Langogne situé en Lozère. Son siège est situé au 10 rue Jules-Valles au Puy-en-Velay et il est présidé par Raymon Fournel et Jean-Pierre Defour.

#### District de Lyon et du Rhône (Rhône)
Ce district est fondé en 1920 et couvre la totalité du département du Rhône, ainsi que certaines communes limitrophes de départements voisins. Son siège est situé au 30 allée Pierre-de-Coubertin à Lyon et il est présidé par Arsène Meyer.

#### District du Puy-de-Dôme (Puy-de-Dôme)
Ce district est fondé en 1933 et regroupe alors les clubs situés dans le département du Puy-de-Dôme, ainsi que les clubs de l'arrondissement de Brioude en Haute-Loire. C'est dans les années 1940 lors de la création du district de Haute-Loire, que le district du Puy-de-Dôme adopte sa taille actuelle. Son siège est situé au 31 place des Bughes à Clermont-Ferrand et il est présidé par André Champeil.

#### District de Savoie (Savoie)
Ce district est fondé le 18 août 1942 à la suite de la dissolution de l'ancien « district de Savoie » se séparant ainsi des territoires de Haute-Savoie pour ne couvrir plus que le département de la Savoie. Son siège est situé au 90 rue Henri Oreiller à Chambéry et il est présidé par Didier Anselme.

#### District de Haute-Savoie-Pays de Gex (Haute-Savoieet une partie de l'Ain)
Ce district est fondé le 20 septembre 1920 sous le nom de « district de Savoie ». Il regroupe les deux départements de Savoie jusqu'en 1942, date de son changement de nom et de la création du nouveau district de Savoie. Son nouveau territoire d'activité comprend alors le département de la Haute-Savoie ainsi que le Pays de Gex situé dans le département de l'Ain, à la suite du rattachement d'une partie des clubs jurassiens au nouveau district du Jura. Son siège est situé au 4, rue des Verchères à Annemasse et il est présidé par Denis Allard.

### Ligue de Bourgogne-Franche-Comté de football
La Ligue de Bourgogne-Franche-Comté est divisé en 7 districts :

#### District de la Côte-d'Or (Côte-d'Or)
Ce district est fondé en 1975. Son territoire d'activité comprend le département de la Côte-d'Or.

#### District Doubs-Territoire de Belfort (Territoire de BelfortetDoubs)
Ce district est fondé le 24 septembre 2016, issu de la fusion du District Belfort-Montbéliard fondé le 9 juillet 2007 et du District Doubs Sud-Haut Doubs fondé le 8 juin 1980. Son territoire d'activité comprend les départements du Doubs et du Territoire de Belfort.

#### District du Jura (Jura)
Alexandre Pesenti, Joseph Costilhes et Louis d'Inca, sont les pionniers du football jurassien, en effet dans les années 1960, ils trouvent que la Ligue est loin du Jura, loin de ses problèmes géographiques et climatiques. Alors ils lancent l'idée d'une structure locale pour les quelque 40 clubs du Jura d'alors. L'idée fait son chemin, particulièrement dans le Haut-Jura, où les oubliés de Montbéliard souhaitent une trêve hivernale, des groupes mieux pensés et des actions sur le terrain en faveur des jeunes.
La Ligue n'est pas favorable à la création d'un district, alors avec l'appui de la direction départementale de la jeunesse et des sports les jurassiens contourne l'obstacle en créant dans les années 1970 l'Amicale des clubs du Haut-Jura. C'est avec l'arrivée de Fernand Sastre à la présidence de la FFF que les choses changent, c'est ainsi à Domblans, en 1978, que le District du Jura est créé à l'unanimité. Son territoire d'activité comprend le département du Jura.

#### District de la Nièvre (Nièvre)
Ce district est fondé en 1920 et mis en sommeil entre 1966 et 1975. Son territoire d'activité comprend le département de la Nièvre.

#### District de Saône-et-Loire (Saône-et-Loire)
Ce district est fondé le 1er octobre 2016, issu de la fusion du District du Pays Minier fondé le 15 septembre 1975 et du District du Pays saônois fondé le 26 août 1975. Son territoire d'activité comprend le département de Saône-et-Loire.

#### District de la Haute-Saône (Haute-Saône)
Ce district est fondé en 1980. Son territoire d'activité comprend le département de la Haute-Saône.

#### District de l'Yonne (Yonne)
Ce district est fondé en 1975. Son territoire d'activité comprend le département de l'Yonne.

### Ligue de Bretagne de football
La Ligue de Bretagne est divisé en 4 districts :

#### District des Côtes-d'Armor (Côtes-d'Armor)
Ce district est fondé en 1944. Son territoire d'activité comprend le département des Côtes-d'Armor.

#### District du Finistère (Finistère)
Le comité départemental du Finistère a été créé le 4 février 1983 alors que le District Finistère Nord a été créé le 21 décembre 1976 et le District Finistère Sud a été créé le 22 juillet 1976
Ce District est issu de la fusion réalisée le 3 octobre 2016 par absorption par le comité départemental des Districts du Finistère Nord et Finistère Sud conformément aux dispositions prévues par le Code du Sport. Son territoire d'activité comprend le département du Finistère.

#### District de l'Ille-et-Vilaine (Ille-et-Vilaine)
Le District d'Ille-et-Vilaine a été fondé en 1944 dans le cadre de la Ligue de Bretagne de Football et déclaré en préfecture d'Ille-et-Vilaine le 7 septembre 1976 avec inscription au journal officiel du 18 septembre 1976.

#### District du Morbihan (Morbihan)
Ce district est fondé en 1944. Son territoire d'activité comprend le département du Morbihan.

### Ligue du Centre-Val de Loire de football
La Ligue du Centre-Val de Loire est dijvisé en six districts :

#### District du Cher (Cher)
Ce district est fondé le 23 juin 1938. Son territoire d'activité comprend le département du Cher.

#### District d'Eure-et-Loir (Eure-et-Loir)
Ce district est fondé en 1921. Son territoire d'activité comprend le département d'Eure-et-Loir.

#### District de l'Indre (Indre)
Ce district est fondé le 26 juin 1930 sous le nom du district du Berry. Si à la création son territoire d'activité était plus vaste, aujourd'hui il ne comprend plus que le département de l'Indre.

#### District d'Indre-et-Loire (Indre-et-Loire)
Le 27 octobre 1919 est créé la nouvelle Ligue du Centre et avec elle quatre districts, dont celui de Tours qui comprend alors le département d'Indre-et-Loire, du Loir-et-Cher (moins l'arrondissement de Romorantin) et de la Vienne (moins l'arrondissement de Civray). En 1924, le district de Tours devient le district de Touraine, puis en 1941, sa surface est réduite puisqu'il ne couvre plus que le seul département d'Indre-et-Loire et se voit rattaché au Comité d'Anjou jusqu'en 1945. C'est cette année-là qu'il réintègre la Ligue du Centre avec le titre de District d'Indre-et-Loire.

#### District du Loir-et-Cher (Loir-et-Cher)
Ce district est fondé en 1936. Son territoire d'activité comprend le département de Loir-et-Cher.

### Ligue corse de football
Il n'existe plus de district en Corse.

### Ligue du Grand-Est de football
La Ligue du Grand-Est est divisé en 9 districts départementaux :

#### District des Ardennes (Ardennes)
Ce district est fondé en 1922. Son territoire d'activité comprend le département des Ardennes.

#### District d'Alsace (Haut-RhinetBas-Rhin)
Ce district, créé en 2016, est le successeur de la Ligue d'Alsace, qui a été absorbée par la Ligue du Grand-Est, qui a elle-même été fondée en 1919. Son territoire d'activité comprend les départements du Haut-Rhin et du Bas-Rhin. Il s'agit du plus grand district de France en termes de licenciés, avec plus de 82 000 licenciés lors de la saison 2023/2024.

#### District de l'Aube (Aube)
Ce district est fondé en 1927. Son territoire d'activité comprend le département de l'Aube.

#### District de la Marne (Marne)
Ce district est fondé en 1922. Son territoire d'activité comprend le département de la Marne.

#### District de la Haute-Marne (Haute-Marne)
Ce district est fondé en 1922. Son territoire d'activité comprend le département de la Haute-Marne.

#### District de Meurthe-et-Moselle (Meurthe-et-Moselle)
Ce district est fondé en 2016, issu de la fusion du District Meurthe-et-Moselle Sud et du District Pays-Haut fondé en 1980. Son territoire d'activité comprend le département de Meurthe-et-Moselle.

#### District Mosellan (Moselle)
Ce district est fondé le 11 mars 1980. La création du district mosellan est la conséquence de la décision de la Ligue Lorraine de créer six districts : un pour la Meuse, un pour la Moselle, un pour les Vosges et trois pour la Meurthe-et-Moselle. Son territoire d'activité comprend le département de la Moselle.

#### District des Vosges (Vosges)
Ce district est fondé en 1979. Son territoire d'activité comprend le département des Vosges.

### Ligue de football des Hauts-de-France
La Ligue des Hauts-de-France est divisé en 7 districts :

#### District de l'Aisne (Aisne)
Le District a été fondé le 18 mars 1963. Son territoire d'activité comprend le département de l'Aisne.
Le district est présidé par Pascal Poidevin pour la mandature 2020-2024.
| Districts | Niveau 9        | Niveau 10       | Niveau 11       | Niveau 12       | Niveau 13       |
| Districts | Départemental 1 | Départemental 2 | Départemental 3 | Départemental 4 | Départemental 5 |
| --------- | --------------- | --------------- | --------------- | --------------- | --------------- |
| Aisne     | 1 poule de 12   | 2 poules de 12  | 3 poules de 12  | 4 poules de 12  | évolutif        |

#### District de l'Artois (une partie duPas-de-Calais)
Ce district dans sa structure actuelle est fondé en 1997 dans le cadre de l’autonomie accordée par la Ligue du Nord – Pas de Calais. Le territoire d’activité du district s’étend sur les arrondissements administratifs d’Arras, Béthune et Lens du département du Pas-de-Calais.
Le district est présidé par Mme Evelyne Bauduin pour la mandature 2020-2024.
| Districts              | Niveau 9        | Niveau 10       | Niveau 11       | Niveau 12       | Niveau 13       | Niveau 14       | Niveau 15       |
| Districts              | Départemental 1 | Départemental 2 | Départemental 3 | Départemental 4 | Départemental 5 | Départemental 6 | Départemental 7 |
| ---------------------- | --------------- | --------------- | --------------- | --------------- | --------------- | --------------- | --------------- |
| Artois (Pas-de-Calais) | 1 poule de 12   | 2 poules de 12  | 3 poules de 12  | 4 poules de 12  | 5 poules de 12  | 6 poules de 12  | évolutif        |

#### District de la Côte d'Opale (une partie duPas-de-Calais)
Ce district est fondé le 9 décembre 1996. Son territoire d'activité comprend les arrondissements de Boulogne-sur-Mer, de Calais, de Montreuil et de Saint-Omer du département du Pas-de-Calais.
Le district est présidé par Franck Poret pour la mandature 2020-2024.
| Districts                    | Niveau 9        | Niveau 10       | Niveau 11       | Niveau 12       | Niveau 13       | Niveau 14       | Niveau 15       |
| Districts                    | Départemental 1 | Départemental 2 | Départemental 3 | Départemental 4 | Départemental 5 | Départemental 6 | Départemental 7 |
| ---------------------------- | --------------- | --------------- | --------------- | --------------- | --------------- | --------------- | --------------- |
| Côte d'Opale (Pas-de-Calais) | 3 poules de 12  | 4 poules de 10  | 5 poules de 10  | 6 poules de 10  | 7 poules de 10  | 8 poules de 10  | évolutif        |

#### District de l'Escaut (une partie duNord)
Ce district est fondé en 1997. Son territoire d'activité comprend les arrondissements d'Avesnes, de Cambrai, de Douai et de Valenciennes du département du Nord.
Le district est présidé par Stefan Islic pour la mandature 2020-2024.
| Districts     | Niveau 9        | Niveau 10       | Niveau 11       | Niveau 12       | Niveau 13       | Niveau 14       | Niveau 15       |
| Districts     | Départemental 1 | Départemental 2 | Départemental 3 | Départemental 4 | Départemental 5 | Départemental 6 | Départemental 7 |
| ------------- | --------------- | --------------- | --------------- | --------------- | --------------- | --------------- | --------------- |
| Escaut (Nord) | 2 poules de 12  | 3 poules de 12  | 4 poules de 12  | 5 poules de 12  | 6 poules de 12  | 6 poules de 12  | évolutif        |

#### District des Flandres (Une partie duNord)
Ce district voit le jour en 2017 par la fusion du district Flandre fondé en 1996 et du district Maritime Nord fondé en 1980 (à la suite de la division du district Maritime qui existait depuis 1947).
Son territoire d'activité comprendra les arrondissements de Lille et de Dunkerque du département du Nord,.
Le district est présidé par Chakib BACHIRI pour la mandature 2024-2028.
| Districts       | Niveau 9        | Niveau 10       | Niveau 11       | Niveau 12       | Niveau 13       |
| Districts       | Départemental 1 | Départemental 2 | Départemental 3 | Départemental 4 | Départemental 5 |
| --------------- | --------------- | --------------- | --------------- | --------------- | --------------- |
| Flandres (Nord) | 3 poules de 12  | 5 poules de 12  | 6 poules de 12  | 8 poules de 12  | évolutif        |

#### District de l'Oise (Oise)
Ce district est fondé le 15 mai 1929.
Son territoire d'activité comprend le département de l'Oise.
Le district est présidé par Claude Coquema pour la mandature 2020-2024.
| Districts | Niveau 9        | Niveau 10       | Niveau 11       | Niveau 12       | Niveau 13       |
| Districts | Départemental 1 | Départemental 2 | Départemental 3 | Départemental 4 | Départemental 5 |
| --------- | --------------- | --------------- | --------------- | --------------- | --------------- |
| Oise      | 2 poules de 12  | 3 poules de 12  | 4 poules de 12  | 5 poules de 12  | évolutif        |

#### District de la Somme (Somme)
Lors de la création de la Fédération française de football en avril 1919, le Comité de Picardie de l'Union des sociétés françaises de sports athlétiques n'est pas transformé en Ligue de Picardie. Les clubs du département de la Somme sont rattachés à la nouvelle Ligue du Nord qui est découpée en districts lors de la saison 1921-1922.
Le district de la Somme est fondé en 1921, avec Henri Marle pour premier président. Il n'a que peu de pouvoirs et veille surtout au déroulement des championnats et à l'homologation des résultats. Le football picard se sent néanmoins délaissé par la Ligue, basée à Lille, qui a forcé les clubs picards à démarrer dans les divisions inférieures du championnat. Par esprit de protestation, le district de la Somme change son nom en district de Picardie le 19 juillet 1929 et met en place une Coupe de Picardie. Il crée des sous-districts en août 1930, réunissant les clubs par affinités ferroviaires.
Lors de la création de la Ligue de Picardie en 1967, le district de Picardie quitte naturellement la Ligue du Nord pour rejoindre la nouvelle Ligue et reprend le nom de district de la Somme. Il est rattaché en 2016 à la Ligue des Hauts-de-France à la suite de la fusion des Ligues de Picardie et du Nord-Pas-de-Calais. Le territoire du district est depuis ses débuts entièrement calqué sur le territoire du département de la Somme,.
Le district est présidé par Pascal Tranquille pour la mandature 2020-2024.
| Districts | Niveau 9        | Niveau 10       | Niveau 11       | Niveau 12       | Niveau 13       | Niveau 14       |
| Districts | Départemental 1 | Départemental 2 | Départemental 3 | Départemental 4 | Départemental 5 | Départemental 6 |
| --------- | --------------- | --------------- | --------------- | --------------- | --------------- | --------------- |
| Somme     | 2 poules de 10  | 3 poules de 10  | 4 poules de 10  | 5 poules de 10  | 6 poules de 10  | évolutif        |

### Ligue de la Méditerranée de football
La Ligue de la Méditerranée est divisé en 5 districts :

#### District des Alpes (Alpes-de-Haute-ProvenceetHautes-Alpes)
En 1925, les clubs du département des Hautes-Alpes et du nord des Alpes-de-Haute-Provence (Canton de Sisteron, Canton de Seyne et Canton de Barcelonnette) sont affiliés au district du Dauphiné lui-même subdivision de la Ligue du Lyonnais. La partie sud des Alpes-de-Haute-Provence est quant à elle affiliée au district de Provence au sein de la Ligue de la Méditerranée.
Le premier changement majeur dans le football alpin est le transfert dans les années 1960 des clubs des Hautes-Alpes et du nord des Alpes-de-Haute-Provence vers le district de Provence et la Ligue de la Méditerranée. Puis le 17 avril 1982, le président du district de Provence, organise une Assemblée Générale extraordinaire des clubs de football des départements des Hautes-Alpes et des Alpes-de-Haute-Provence, qui adopte par 122 voix contre 14 la création du district des Alpes qui quitte ainsi le district provençal.
Son territoire d'activité comprend alors le département des Alpes-de-Haute-Provence et des Hautes-Alpes. Son siège est situé au 75 avenue de la Durance à Sisteron et il est présidé par Patrick Bel Abbès.

#### District de Côte d'Azur (Alpes-Maritimesetprincipauté de Monaco)
Ce district est fondé en 1922 et couvre alors le département des Alpes-Maritimes, la principauté de Monaco et l'arrondissement de Draguignan dans le Var. Il faut attendre les années 1980 et la création du district du Var pour que le district accède à sa taille actuelle. Son siège est situé au 32 chemin de Terron à Nice et il est présidé par Édouard Delamotte.

#### District de Provence (une partie desBouches-du-Rhône)
C'est lors de la création de la Ligue du Sud-Est par la fusion des Ligues de Provence et de la Ligue du Sud, que naît le district de Provence qui couvre alors les territoires des Bouches-du-Rhône, du Vaucluse, des Basses-Alpes et des arrondissements de Toulon et de Brignoles. Dans les années 1960, le district récupère dans son giron les clubs des Hautes-Alpes et du nord des Alpes-de-Haute-Provence, en faisant un des plus étendus district en France.
C'est en partie pour cette raison que le district se disloque au début des années 1980. Ainsi le district voit partir les clubs varois, puis les clubs alpins et enfin les clubs vauclusiens et les clubs du premier canton de Salon de Provence (excepté Salon et d'Eyguières), ramenant ainsi le territoire du district de Provence à une partie seulement des Bouches-du-Rhône. Son siège est situé au 74 rue R.Teisseire à Marseille et il est présidé par Érick Schneider.

#### District de Grand-Vaucluse (Vaucluseet une partie desBouches-du-Rhône)
Le territoire d'activité de ce district, créé dans les années 1980 lors de la dislocation du district de Provence, comprend le département du Vaucluse et du canton de Châteaurenard et du premier canton de Salon de Provence à l'exception des communes de Salon et d'Eyguières dans les Bouches-du-Rhône. Il a son siège route de Bel-Air à Montfavet et est présidé par Marc Martinet.

#### District du Var (Var)
En 1925, les clubs du département du Var sont divisés entre le district de Côte d'Azur (Arrondissement de Draguignan) et le district de Provence (Arrondissement de Toulon et Arrondissement de Brignoles). C'est dans les années 1980 que naît le district du Var qui regroupe alors tous les clubs du département. Il a son siège au 169 avenue Charles Marie Brun à La Garde et est présidé par Pierre Guibert.

### Ligue de football de Normandie
La Ligue de Normandie est divisé en 5 districts :

#### District du Calvados (Calvados)
Ce district est fondé en 1979. Son territoire d'activité comprend le département du Calvados.

#### District de l'Eure (Eure)
Ce district est fondé en 1919. Son territoire d'activité comprend le département de l'Eure.

#### District de la Manche (Manche)
Ce district est fondé en 1979. Son territoire d'activité comprend le département de la Manche.

#### District de l'Orne (Orne)
Ce district est fondé en 1979. Son territoire d'activité comprend le département de l'Orne.

#### District de la Seine-Maritime (Seine-Maritime)
Ce District est issu de la fusion réalisée en 2016 par absorption par le district maritime fondée le 2 juillet 1980, du comité départemental de Seine Maritime fondée le 9 août 1980, et des districts Fluvial et des Vallées fondés respectivement les 31 mai et 1er juin 1980, conformément aux dispositions prévues par le Code du Sport. Son territoire d'activité comprend le département de la Seine-Maritime.

### Ligue de football Nouvelle-Aquitaine
La Ligue Nouvelle-Aquitaine est divisée en 12 districts :

#### District de Charente (Charente)
Ce district est fondé en 1923 et couvre la totalité du département de la Charente ainsi qu'une petite partie du département de la Vienne jusqu'en 1968. Son siège est situé au 125 rue d'Angoulême à Puymoyen et il est présidé par Jean-Louis Dauphin.

#### District de Charente-Maritime (Charente-Maritime)
Ce district est fondé en 1926 et couvre la totalité du département de la Charente-Maritime. Son siège est situé au 13 cours Paul-Doumer à Saintes et il est présidé par Pierrette Barrot, ce qui en fait un des rares districts dirigés par une femme.

#### District de Corrèze (Corrèze)
Dans les années 1920, les clubs corréziens sont comme beaucoup de clubs du massif central divisés entre plusieurs ligues (Midi ou Auvergne) de par leur appartenance à tel ou tel arrondissement du département. Ce n'est qu'à partir de 1942 que le district de Corrèze est créé et si dans un premier temps il est rattaché à la Ligue du Midi, il rejoint très rapidement la Ligue du Centre-Ouest et le Limousin.
Aujourd'hui, son territoire d'activité couvre la totalité du département de la Corrèze. Son siège est situé au 35 rue Léon-Branchet à Brive-la-Gaillarde et il est présidé par Jean-François Bonnet.

#### District de la Creuse (Creuse)
Dans les années 1920, les clubs de la Creuse sont affiliés à la Ligue d'Auvergne au sein de laquelle les districts apparaissent durant les années 1930. Ce n'est cependant qu'au début des années 1940 que le district de la Creuse voit le jour lors du rattachement des clubs creusois à la Ligue du Centre-Ouest.
Aujourd'hui, son territoire d'activité couvre la totalité du département de la Creuse. Son siège est situé au 17 rue Jean Bussière à Guéret et il est présidé par Philippe Lafrique.

#### District des Deux-Sèvres (Deux-Sèvres)
Ce district est fondé en 1920 et couvre la totalité du département des Deux-Sèvres. Son siège est situé au 23, rue de Pied de Fond à Niort et il est présidé par Daniel Guignard.

#### District de Dordogne-Périgord (Dordogne)
Fondé en 1924, dans le cadre de la Ligue du Centre-Ouest, sous l'appellation de sous-district de la Dordogne, il perd l'arrondissement de Bergerac en 1933, rattaché au District Libournais de la Ligue du Sud-Ouest. À l'issue de la Seconde Guerre mondiale, le sous-district est transformé en district de la Dordogne et groupe les clubs des arrondissements de Nontron, Périgueux et Sarlat, et reste attaché à la ligue du Centre-Ouest. Dans le même temps, les associations affiliées de l'arrondissement de Bergerac, et celles du canton de Sainte-Foy-la-Grande en Gironde, forment le District Bergeracois de la Ligue du Sud-Est.
Les dérogations ministérielles autorisant l'appartenance à deux ligues différentes au sein d'un même département n'ayant pas été renouvelées, le 1er juillet 1981, les deux districts du Bergeracois et de la Dordogne, fusionnent au sein du district de la Dordogne qui est intégré à la Ligue de Football d'Aquitaine, afin d'harmoniser le territoire de celle-ci avec la direction départementale de la jeunesse et des sports. Le 8 novembre 1993, le district change de dénomination et devient le district de Dordogne-Périgord et couvre la totalité du département de la Dordogne. Son siège est situé au 17 avenue du Parc à Marsac-sur-l'Isle et il est présidé par Jonathan Blondy (2024).

#### District de Gironde (Gironde)
Ce District est issu de la fusion réalisée le 8 octobre 2016 par absorption par le comité départemental de la Gironde des districts Gironde‐Atlantique, Gironde-Est, et Sauternais-et-Graves, fondés en 1968, et du district de Bordeaux, institué en 1970, conformément aux dispositions prévues par le Code du Sport. Son territoire d'activité comprend le département de la Gironde, il a son siège au 4, rue Pierre-Duhaa à Bruges et est présidé par Alexandre Gougnard.
Déjà en 1919, il existe un district de Gironde, géré directement par la Ligue du Sud-Ouest, qui administre le territoire départemental. En 1926, ce district est remplacé par huit districts qui couvrent le département : Arcachonnais, Blayais, de l'Entre-deux-Mers, Libournais, du Médoc, Sauternais, Tresnais-Langoirannais et de Bordeaux. ce dernier, comme le district de Gironde, est administré directement par la Ligue et ne sera institué qu'en 1970. En 1928, le District Tresnais-Langoirannais est supprimé, et un District Monségurais est mise en place; il sera supprimé en 1932. En 1968 a lieu un bouleversement majeur dans le département de la Gironde, en effet c'est à cette occasion que sont fondés les quatre districts qui seront à l'origine du nouveau district de Gironde :
- le District Gironde-Ouest, qui regroupe approximativement les clubs des districts Arcachonnais et du Médoc, et qui deviendra en 1971, le district Gironde-Atlantique.
- le District Gironde-Est, qui regroupe approximativement les clubs des districts Blayais, Libournais et de l'Entre-deux-Mers.
- le District Gironde-Sud, qui regroupe approximativement les clubs du district Sauternais et qui deviendra en 1985, le district Sauternais-et-Graves.
- le District de Bordeaux, qui regroupe les clubs de la Communauté urbaine bordelaise et quelques communes proches.

#### District des Landes (Landes)
Après la création de la Ligue du Sud-Ouest, qui deviendra la Ligue d'Aquitaine, le district Landes-Pyrénées est mise en place en 1921. Il englobe les clubs des départements des Basses-Pyrénées, du Gers, des Landes et des Hautes-Pyrénées.
En 1931, ce district Landes-Pyrénées met en place deux sous-districts; le sous-district des Landes couvre le département du même nom et l'arrondissement de Condom dans le Gers. Il est transformé en District des Landes en 1935. Il faudra attendre 1967 et le départ des clubs gersois pour que le district des Landes couvre uniquement le département. Son siège est situé à Tartas et il est présidé par Claude Augey.

#### District du Lot-et-Garonne (Lot-et-Garonne)
Ce district est fondé à l'issue de la Seconde Guerre mondiale et couvre la totalité du département de Lot-et-Garonne. Son siège est situé au 200 rue de Lille à Agen et il est présidé par Sylvain Michelet.

#### District des Pyrénées-Atlantiques (Pyrénées-Atlantiques)
Après la création de la Ligue du Sud-Ouest, qui deviendra la Ligue d'Aquitaine, le district Landes-Pyrénées est mise en place en 1921. Il englobe les clubs des départements des Basses-Pyrénées, du Gers, des Landes et des Hautes-Pyrénées.
En 1931, ce district Landes-Pyrénées met en place deux sous-districts; le sous-district des Pyrénées couvre le département des Basses-Pyrénées et des Hautes-Pyrénées, sauf l'arrondissement de Bagnères-de-Bigorre qui a rejoint la Ligue du Midi en 1923. Il est transformé en district des Pyrénées, le 15 février 1936, perd les Hautes-Pyrénées à l'issue de la guerre et attendra les années 1980 pour adopter le nom de District des Pyrénées-Atlantiques.
Aujourd'hui, son territoire d'activité couvre la totalité du département des Pyrénées-Atlantiques. Son siège est situé au 12 rue du Professeur Garrigou Lagrange à Pau et il est présidé par Jean-Michel Larqué.

#### District de la Vienne (Vienne)
Ce district est fondé en 1937, mais il ne couvre alors que la partie du département affiliée à la Ligue du Centre, alors que la partie sud de l'arrondissement de Montmorillon est associé au district de Charente. Ce n'est qu'à partir de 1968, que son territoire d'activité couvre la totalité du département de la Vienne. Son siège est situé au 1 rue François-Prat à Poitiers et il est présidé par Stéphane Basq.

#### District de la Haute-Vienne (Haute-Vienne)
Ce district est fondé dans les années 1940 et couvre la totalité du département de la Haute-Vienne. Son siège est situé au 4 rue de la Rochefoucauld à Limoges et il est présidé par Timothée Johnson.

### Ligue de football d'Occitanie
La Ligue d'Occitanie est divisé en 12 districts :

#### District de l'Ariège (Ariège)
Ce district est fondé le 19 juillet 1968 et couvre la totalité du département de l'Ariège. Son siège est situé au 3 Avenue Saint-Jean à Pamiers et il est présidé par Jean-Pierre Masse.

#### District de l'Aude (Aude)
Ce district fondé en 1945 sous la présidence de Monsieur Marius Vidal ne compte alors que 8 clubs et 150 licenciés. À cette époque le département de l'Aude est divisé entre la Ligue du Midi et la Ligue du Sud-Est, ce district étant alors rattaché à la première.
Durant les 1920 années qui suivent, Georges Favre va développer son territoire avant d'être appelé par de plus hautes fonctions au niveau régional et national. Il laisse alors un district composé de 59 clubs et plus de 4 000 licenciés à Pierre Cazaux qui va effectuer le rapprochement entre le district de l'Aude et la toute nouvelle Ligue du Languedoc-Roussillon en 1979. Ce rapprochement permet d'étendre le territoire d'activité du district à la totalité du département de l'Aude en intégrant le narbonnais alors attaché au district du Languedoc-Roussillon et d'atteindre un total de 80 clubs et plus de 5 000  licenciés sur le territoire.
Depuis, le district n'a cessé de grossir pour dépasser la barre symbolique des 100 clubs, son siège est situé au 7 rue Haute à Carcassonne et il est présidé par Pierre Micheau.

#### District de l'Aveyron (Aveyron)
En 1940, est créé le District Quercy-Rouergues qui regroupe 17 clubs aveyronnais, 29 lotois et quelques clubs de Lozère comme le Marvejols Sport. Le 20 septembre 1968, le district est divisé en deux avec la création du District du Lot et d'un District de l'Aveyron qui ne couvre pas encore la totalité du département, car à cette occasion le Millavois (arrondissement de Millau), le canton de Raspes et Lévezou, l'Aubrac et la vallée du Lot ainsi qu'une partie de la Lozère sont rattachés à la Ligue du Sud-Est et au District du Languedoc.
Il faut attendre 1979 et la création de la Ligue du Languedoc-Roussillon pour voir les clubs du sud-est aveyronnais rejoindre le district formant ainsi une seule entité couvrant la totalité du territoire même s'il existe encore des dérogations pour autoriser certain club de Lozère à évoluer au sein des championnats aveyronnais. Le siège du district est situé sur la route de La Roque à Onet-le-Chateau et est présidé par Pierre Bourdet.

#### District Gard-Lozère (GardLozère)
Le 12 novembre 1920, la Ligue du Sud, à laquelle sont affiliés les clubs des départements du Gard et de la Lozère, devient le District du Languedoc affilié à la Ligue du Sud-Est. En 1922, le District du Languedoc comprend 62 clubs héraultais, 40 clubs gardois et seulement deux clubs dans l’Aude et trois en Pays-Catalan, les principaux clubs de Lozère étant plus proche de l'Aveyron et de la Ligue du Midi. Dès 1925, des tensions entre les deux plus grands pourvoyeurs de clubs du district apparaissent et il n'en faut pas plus pour voir les principaux clubs gardois créent leur propre district.
En 1968, le district couvre la totalité des départements du Gard et de la Lozère, intégrant également les clubs de l'Aubrac dans l'Aveyron et excluant quelques clubs du Gard rhodanien faisant partie du district de Provence. C'est en 1979 lors de la création de la Ligue du Languedoc-Roussillon que le district acquiert sa taille actuelle en cédant les clubs aveyronnais à la Ligue du Midi-Pyrénées et en récupérant une partie des clubs de l'est du département ainsi que celui des Saintes-Maries-de-la-Mer.
Depuis, le district n'a cessé d'évoluer, notamment au niveau du développement du foot féminin, son siège est situé au 34 Rue Seguier à Nîmes et il est présidé par Francis Anjolras.
En juin 2017, La loi portant sur la nouvelle organisation territoriale de la République a conduit à revoir les situations qui existaient jusqu'alors afin d’imposer le principe d’un district par département. Il a failli naitre le district de la Lozère. Toutefois, celui-ci a été refusé par le COMEX, il demeure une antenne départementale en Lozère.

#### District de Haute-Garonne (Haute-Garonne)
Ce district est fondé le 30 septembre 2016 par la fusion du District Haute-Garonne-Midi Toulousain et du District Haute-Garonne-Comminges. Son territoire d'activité comprend aujourd'hui le département de la Haute-Garonne, il a son siège au 59 ter Chemin de Verdale à Saint-Jean et est présidé par Jean Claude Couailles.
C'est en 1940 qu'apparaissent pour la première fois les deux districts haut-garonnais sous les noms de district de Toulouse et district du Comminges, divisant ainsi le département en deux, les clubs de l'arrondissement de Saint-Gaudens qui se regroupent avec ceux du canton de Mauleon-Barousse et du Val d'Aran dans le sud, et les autres clubs du département dans le Nord. Les deux districts changeront de noms par la suite avant de fusionner et de rendre les clubs de l'ouest au district des Hautes-Pyrénées.
Avant la fusion, le district Haute-Garonne-Comminges était le plus petit district de France et avait vu ces dernières années son nombre de licencié et de bénévoles chuter drastiquement.

#### District du Gers (Gers)
Ce district est fondé en 1968 lorsque le district des Landes se sépare des clubs de l'arrondissement de Condom et couvre alors la totalité du département du Gers. Son siège est situé route de Lavacant à Auch et il est présidé par Claude Requena.

#### District de l'Hérault (Hérault)
C'est en 1918, sous la tutelle de la Ligue du Sud et sous l’appellation Comité de l’Hérault que l’organisme mineur du Comité français Inter-fédéral s’installe à Montpellier. Le 12 novembre 1920, la Ligue du Sud, à laquelle sont affiliés les clubs du département de l'Hérault, devient le District du Languedoc affilié à la Ligue du Sud-Est.
En 1922, le District du Languedoc comprend 62 clubs héraultais, 40 clubs gardois et seulement 2 clubs dans l’Aude et 3 en Pays-Catalan. Dès 1925, des tensions entre les deux plus grands pourvoyeurs de clubs du district apparaissent et il n'en faut pas plus pour voir les principaux clubs Gardois créent leur propre district. Le District ne regroupe alors plus que les clubs de l'Hérault, du narbonnais dans l'Aude et des Pyrénées-Orientales avant qu'en 1968, il récupère également les clubs du millavois dans l'Aveyron.
Le 24 novembre 1979 une Assemblée Générale des associations du département de l'Hérault, fonde le District de l'Hérault issu de la dislocation du District du Languedoc-Roussillon lors de la création de la nouvelle Ligue du Languedoc-Roussillon. Il couvre la totalité du territoire du département, a son siège Esplanade de l'Égalité à Montpellier et est dirigé par Jean-Claude Printant.

#### District du Lot (Lot)
La première organisation connue du football lotois remonte au 13 juillet 1928 où quatre jeunes gens lancent un appel aux clubs lotois (une quinzaine à l'époque) pour créer une compétition officielle qui débouchera sur la Coupe du Lot de football.
En 1940 est créé le District Quercy-Rouergue qui regroupe 17 clubs aveyronnais et 29 lotois répartis sur le département du Lot et sur les arrondissements de Villefranche-de-Rouergue et d'une partie de l'arrondissement de Rodez. Le 20 septembre 1968, le District est divisé en deux pour créer le District du Lot et le District de l'Aveyron, ramenant ainsi le territoire du district à celui du seul département du Lot.
Monsieur Lucien Vaurs en est le président sans interruption de 1943 à 1986, puis lui succéderont, Messieurs Jean Vaissière (1986-1996), Jean-Pierre Malbrel (1996-2004) et Gilles Verdié (Depuis 2004). Le siège du district est aujourd'hui situé au 715 Côte des Ormeaux à Cahors.

#### District des Pyrénées-Orientales (Pyrénées-Orientales)
Le 12 novembre 1920, la Ligue du Sud, à laquelle sont affiliés les clubs du département des Pyrénées-Orientales, devient le District du Languedoc affilié à la Ligue du Sud-Est. En 1922, le District du Languedoc comprend 62 clubs héraultais, 40 clubs gardois et seulement deux clubs dans l’Aude et trois en Pays-Catalan. Dès 1925, des tensions entre les deux plus grands pourvoyeurs de clubs du district apparaissent et il n'en faut pas plus pour voir les principaux clubs gardois créent leur propre district. Le District ne regroupe alors plus que les clubs de l'Hérault, du narbonnais dans l'Aude et des Pyrénées-Orientales avant qu'en 1968, il récupère également les clubs du millavois dans l'Aveyron.
Alors que quelques championnats sont organisés au niveau départemental avant 1979, c'est lors de la dislocation du District du Languedoc-Roussillon à la création de la nouvelle Ligue du Languedoc-Roussillon qu'est fondé le District des Pyrénées-Orientales. Il couvre la totalité du territoire du département, a son siège à Perpignan et est dirigé par Claude Malla.

#### District des Hautes-Pyrénées (Hautes-Pyrénées)
Le district Landes-Basses-Pyrénées est créé en 1919 au sein de la Ligue du Sud-Ouest et compte outre les clubs du département des Landes et des Pyrénées-Atlantiques des équipes du Gers, l'arrondissement de Condom et Hautes-Pyrénées, l'arrondissement de Tarbes. Il faut attendre 1942 pour voir naître le district des Hautes-Pyrénées par la division en trois parties de l'ancien district. Le territoire d'activité du district est alors le département des Hautes-Pyrénées moins le canton de Mauleon-Barousse.
Ce n'est qu'en 2016, lors de la disparition du Haute-Garonne-Comminges, que le district des Hautes-Pyrénées récupère la totalité de son territoire. Son siège est situé rue Edwin Aldrin à Tarbes et il est présidé par René Latapie.

#### District du Tarn (Tarn)
Ce district est fondé le 2 juillet 1968 et couvre la totalité du département du Tarn. Son siège est situé Avenue Georges Doga à Graulhet et il est présidé par Raphaël Carrus.

#### District du Tarn-et-Garonne (Tarn-et-Garonne)
Ce district est fondé en 1940 et couvre la totalité du département de Tarn-et-Garonne. Son siège est situé au 300 Avenue du Portugal à Montauban et il est présidé par Jérôme Boscari.

### Ligue de Paris Île-de-France de football
Les clubs des arrondissements de Paris étaient répartis dans les trois districts de la petite couronne, jusqu'en 2021, année de la création du district de Paris.
La Ligue de Paris Île-de-France est divisée en 8 districts (depuis la naissance du district de Paris :

#### District de l'Essonne (Essonne)
Ce district est fondé en 1980. Son territoire d'activité comprend le département de l'Essonne.

#### District des Hauts-de-Seine (Hauts-de-Seine)
Le territoire d'activité de ce district comprend le département des Hauts-de-Seine, ainsi que jusqu'en 2021, 7 arrondissements de Paris (6e, 7e, 8e, 14e, 15e, 16e et 17e).

#### District de Paris (Paris)
Ce district est fondé en novembre 2020. Son territoire d'activité comprend les clubs de la ville de Paris.

#### District de Seine-et-Marne (Seine-et-Marne)
Ce district est fondé le 24 septembre 2016, issu de la fusion du District Seine-et-Marne Nord fondé le 28 avril 1980 et du District Seine-et-Marne Sud fondé le 14 mai 1980. Son territoire d'activité comprend le département de Seine-et-Marne.

#### District de Seine-Saint-Denis (Seine-Saint-Denis)
Ce district est fondé en 1980. Son territoire d'activité comprend le département de la Seine-Saint-Denis, ainsi que jusqu'en 2021, 6 arrondissements de Paris (9e, 10e, 11e, 18e, 19e et 20e).

#### District du Val-de-Marne (Val-de-Marne)
Ce district est fondé le 12 mars 1980. Son territoire d'activité comprend le département du Val-de-Marne, ainsi que jusqu'en 2021, 7 arrondissements de Paris (1er, 2e, 3e, 4e, 5e, 12e et 13e).

#### District du Val-d'Oise (Val-d'Oise)
Ce district est fondé le 13 mars 1980. Son territoire d'activité comprend le département du Val-d'Oise.

#### District des Yvelines (Yvelines)
Le district des Yvelines compte lors de la saison 2018-2019 près de 40 000 licenciés. Son territoire d'activité comprend le département des Yvelines, il comporte six divisions en championnat et deux compétitions à élimination directe :
U14, U16, U18 et Séniors : Départemental 1 (D1), Départemental 2 (D2), Départemental 3 (D3), Départemental 4 (D4), Départemental 5 (D5) et Départemental 6 (D6).
U14, U16, U18 et Séniors : Coupe des Yvelines
U14 : Coupe du Comité

### Ligue de football des Pays de la Loire
La Ligue des Pays de la Loire est divisé en 5 districts : 

#### District de Loire-Atlantique (Loire-Atlantique)
Ce district est fondé le 10 juin 1967. Son territoire d'activité comprend le département de Loire-Atlantique.

#### District de Maine-et-Loire (Maine-et-Loire)
Ce district est fondé en 1967. Son territoire d'activité comprend le département de Maine-et-Loire.

#### District de Mayenne (Mayenne)
Ce district est fondé en 1944. Son territoire d'activité comprend le département de la Mayenne.

#### District de la Sarthe (Sarthe)
Ce district est fondé en 1944. Son territoire d'activité comprend le département de la Sarthe.

#### District de Vendée (Vendée)
Ce district est fondé en 1967. Son territoire d'activité comprend le département de Vendée